# Orfeu Bertolami
Orfeu Bertolami Neto (São Paulo, Brasil, 1959) é um físico teórico que se dedica ao estudo de problemas de astrofísica, cosmologia, relatividade geral e gravidade quântica. Trabalhou no Instituto Superior Técnico em Lisboa de 1991 a 2010. Actualmente é professor catedrático no Departamento de Física e Astronomia da Faculdade de Ciências da Universidade do Porto. 

## Livros para leigos
É autor de um livro de divulgação sobre a história dos avanços na astronomia, cosmologia e teorias da gravidade e de um texto mais técnico sobre aspectos da gravidade e da propulsão no espaço editado pela Agência Espacial Europeia: 
- O Livro das Escolhas Cósmicas, Editora Gradiva 2006
- Gravity Control and Possible Influence on Space Propulsion: A Scientific Study, European Space Agency 2002